# CGA grafički procesor
Color Graphics Adapter (CGA), je predstavljen 1981, bio je IBM-ova prva grafička kartica u boji (u početku prodavana pod imenom "Color/Graphics Monitor Adapter"), i prvi računarski standardni adapter u boji za IBM PC.

## Istorija
Kada je IBM predstavio svoj PC 1981, CGA standard, iako predstavljen u isto vreme, je bio korišćen relativno malo u početku. Veći deo ljudi kupili su IBM PC kao poslovni računar, a ne kao računar za igre, a adapteri u boji bili su jednako skupi kao i cena celog računara. Zbog toga, većina PC kupaca odlučivali su se za jeftinije samo tekstualno MDA kartice (monohromski grafički adapter) umesto CGA kartica. Kada je 1982 došlo do predstavljanja Hercules grafičke kartice, koja je nudila samo monohromsku grafiku u većoj rezoluciji od CGA kartica i bila je bolje kompatibilna sa MDA, ona je dodatno usporila prodaju CGA kartica u tržišnom udelu. Stvari su se promenile 1984 kada je IBM predstavio PC AT i Enhanced Graphics Adapter (EGA). Uz ovaj potez, cena starijih CGA kartica značajno se smanjila; postale su grafičke kartice za jeftinije računare pa je CGA postala popularna kartica kod proizvođaća kompatibilnih računara. Zbog popularnosti IBM PC računara i skupe cene IBM PC AT, računala s CGA grafičkim karticama postale su popularne za mnoge kompanije koje su proizvodila računarske igre. CGA-ova popularnost počela je oslabljivati se nako što su VGA i EGA kartice se došle na tržište 1987. godine.

## Tehnička svojstva
Standardna IBM CGA grafička kartica je bila opremljena sa 16 kilobajta video memorije. CGA kartica mogučava i sadrži nekoliko grafičkih i tekstualnih rezolucija:
- Grafičke rezolucije:
  - 640×200 (16 boja)
  - 320x200 (16 boja)

- Tekstualne rezolucije:
  - 40x25 (16 boja)
  - 80x40 (16 boja)

Najveća rezolucija je bila 640×200, i najveći raspon boja podržan je bio 4-bitni (16 boja). Najbolji poznata rezolucija, korišćena u većini CGA igra, prikazivalo je 4-bojnu grafiku na rezoluciju od 320×200. Dok 4-bojna grafika je dobro smatrana granicom za grafike na CGA-u, postojali su nekoliko načina (neki službeni, a neki ne) da se prikaže više boja.

### Konektor
CGA je koristio standardni DE-9 konektor.
| Iglica | Funkcija                    |
| ------ | --------------------------- |
| 1      | Uzemljenje                  |
| 2      | Uzemljenje                  |
| 3      | Crvena                      |
| 4      | Zelena                      |
| 5      | Plava                       |
| 6      | Jačina                      |
| 7      | Rezervisano                 |
| 8      | Horizontalna sinhronizacija |
| 9      | Vertikalna sinhronizacija   |

### Signali
| Vrsta                    | Digital, TTL             |
| Rezolucije               | 640h × 200v, 320h × 200v |
| Horizontalna frekvencija | 15.75 kHz                |
| Vertikalna frekvencija   | 60 Hz                    |
| Boja                     | 16 (4-bitna)             |